# Kevin Neirynck

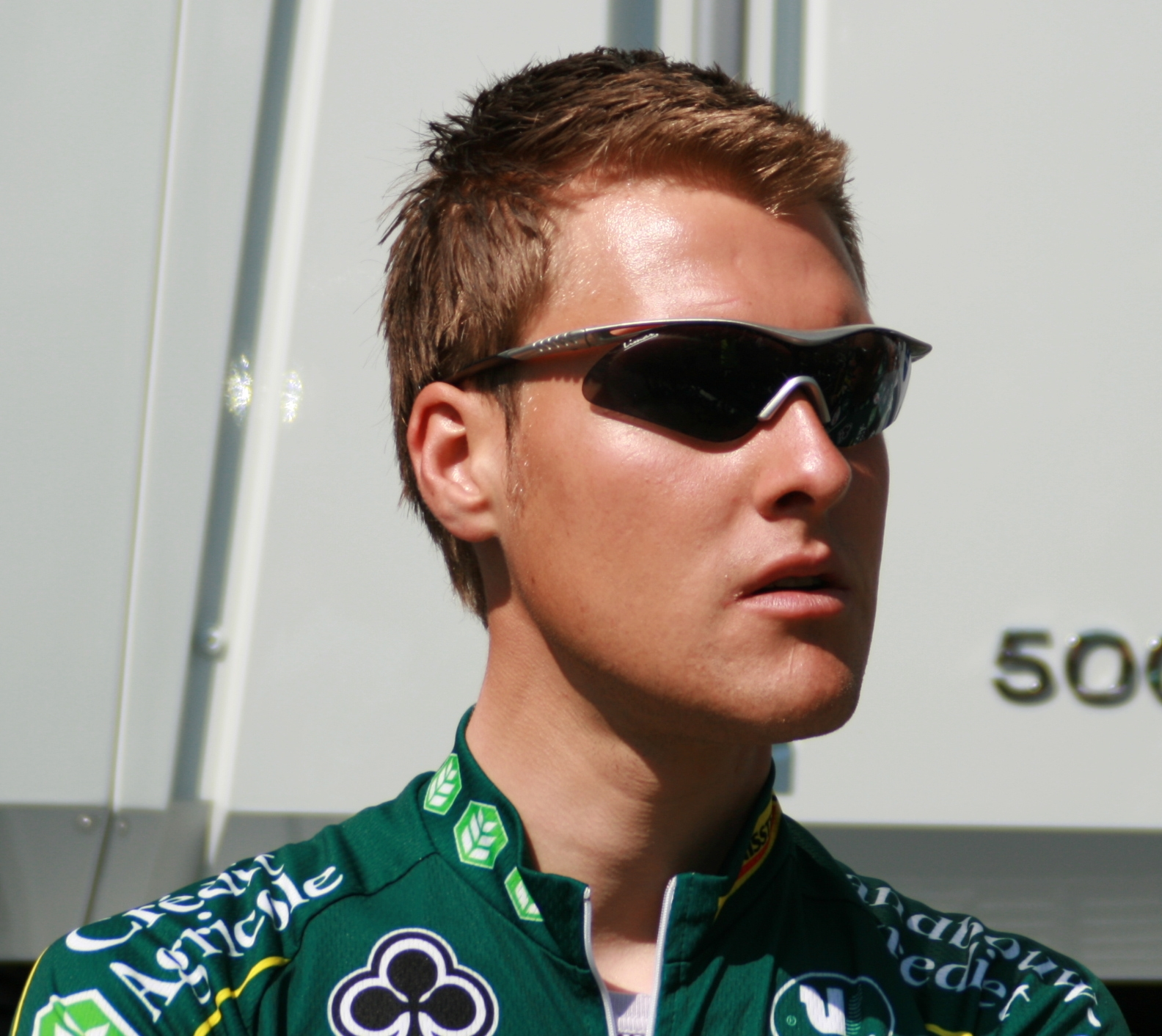
Kevin Neirynck bei den Vier Tagen von Dünkirchen 2008

Kevin Neirynck (* 16. November 1982 in Waregem) ist ein belgischer Straßenradrennfahrer.
Kevin Neirynck gewann im Jahr 2000 in der Juniorenklasse die Ronde van Vlaanderen und er wurde belgischer Vizemeister im Straßenrennen. 2004 fuhr er bei Chocolade Jacques-Wincor Nixdorf als Stagiaire. Im nächsten Jahr gewann er den Grote Prijs Stad Geel und fuhr Ende der Saison bei dem belgischen ProTeam Quick Step-Innergetic als Stagiaire. 2006 bis 2010 fuhr Neirynck für das Professional Continental Team Landbouwkrediet-Tönissteiner.

## Erfolge
2000
- Ronde van Vlaanderen (Junioren)

## Teams
- 2004 Chocolade Jacques-Wincor Nixdorf (Stagiaire)
- 2005 Quick Step-Innergetic (Stagiaire)
- 2006 Landbouwkrediet-Colnago
- 2007 Landbouwkrediet-Tönissteiner
- 2008 Landbouwkrediet-Tönissteiner
- 2009 Landbouwkrediet-Colnago
- 2010 Landbouwkrediet